# Apokalypsens fyra ryttare

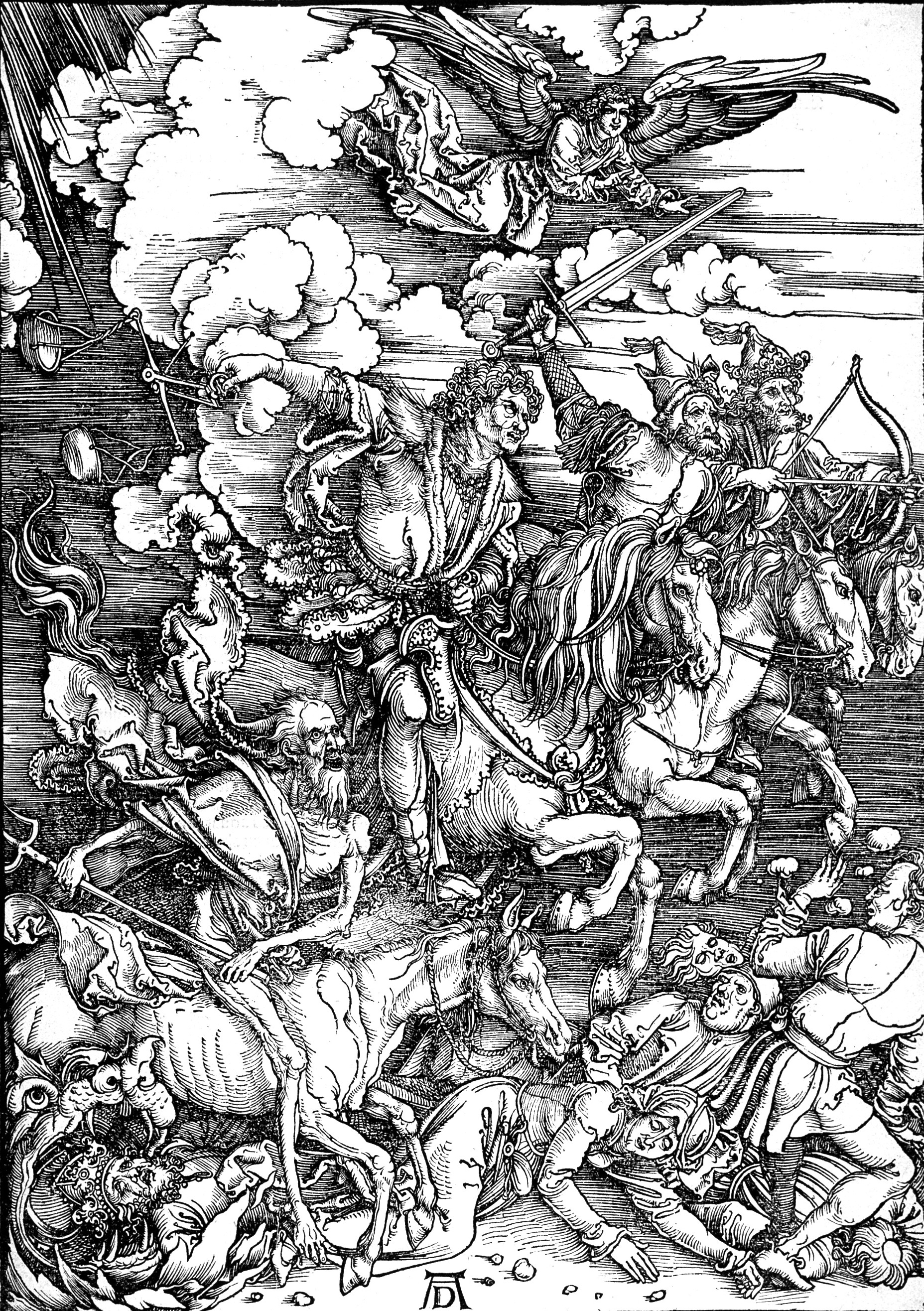
Apokalypsens fyra ryttare, träsnitt av Albrecht Dürer (1497–1498).

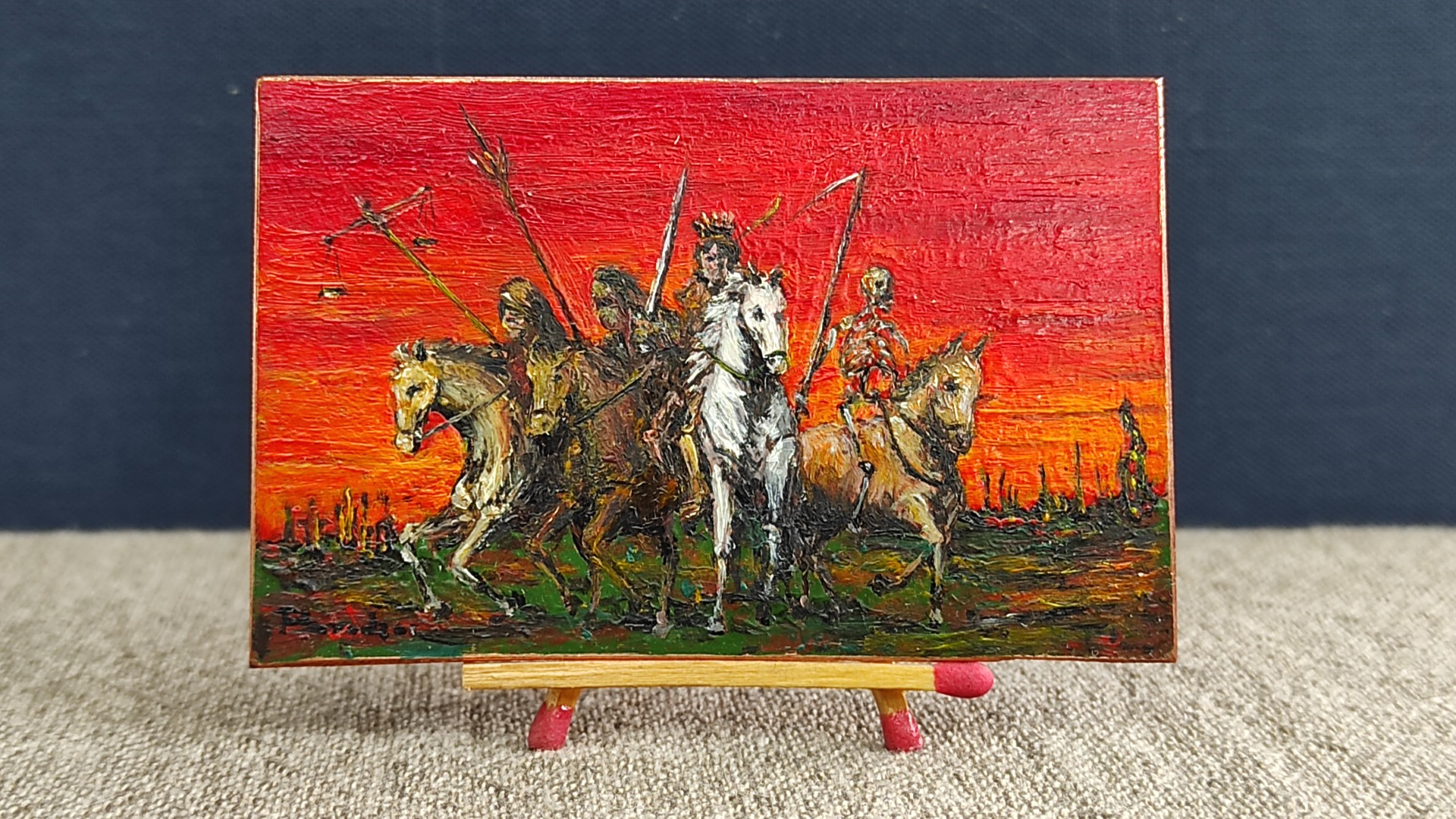
Apokalypsens fyra ryttare av Paweł Brodzisz. Målade med alkyder och olja på koppar, 2025, 50 mm x 77 mm. Del av den permanenta utställningen vid det polska konstmuseet Muzeum Miniaturowej Sztuki Profesjonalnej Henryk Jan Dominiak w Tychach.

Apokalypsens fyra ryttare är en berättelse ur Bibelns uppenbarelsebok (sjätte kapitlet). De fyra ryttarna berättas för aposteln Johannes som en uppenbarelse från Jesus, som en del i visionen om apokalypsen, det vill säga världens undergång. Ibland uppges felaktigt en av ryttarna som Pesten. Detta är en missuppfattning som fått spridning bland annat genom  en roman skriven av den spanske författaren Vicente Blasco Ibáñez 1916 ("Apokalypsens fyra ryttare", svensk översättning 1923). Romanen har filmats två gånger. Kombinationen krig, svält och pest hittar man däremot i den grekiska legenden om Pandoras ask.

## Den vite ryttaren (Segraren)
| ”                         | Jag såg, och se: en vit häst, och han som satt på den hade en båge, och en segerkrans gavs åt honom, och han kom fram som segrare. | „ |
| – Uppenbarelseboken. 6:2, | |   |

## Den röde ryttaren (Kriget)
| ”                              | En annan häst, en eldröd, kom fram, och han som satt på den fick rätt att ta freden från jorden så att människor skulle slakta varandra, och ett långt svärd gavs åt honom. | „ |
| – Uppenbarelseboken. Upp. 6:4, | |   |

## Den svarte ryttaren (Svälten)
| ”                             | Och när Lammet bröt det tredje sigillet hörde jag den tredje varelsen säga: "Kom!" Jag såg, och se: en svart häst, och han som satt på den höll en våg i handen. Och jag hörde liksom en röst mitt ibland de fyra varelserna: "Ett mått vete för en denar och tre mått korn för en denar, men oljan och vinet skall du inte skada". | „ |
| – Uppenbarelseboken. 6:5-6:6, | |   |

## Den gulbleke ryttaren (Döden)
| ”                         | Jag såg, och se: en gulblek häst, och han som satt på den hette Döden, och han hade dödsriket i följe. De fick makt över en fjärdedel av jorden. Till att döda med svärd och med svält och med pest och genom vilda djur på jorden. | „ |
| – Uppenbarelseboken. 6:8, | |   |

## Inom musik
Aphrodite's Child gjorde en låt på skivan 666 som heter "The Four Horsemen" ("De fyra ryttarna"). Metallica gjorde också en låt på skivan Kill 'em All som heter "The Four Horsemen". Även Megadeth har gjort en låt om detta, "Blessed Are the Dead", som återfinns på albumet United Abominations. Judas Priest har skrivit låten "The Four Horsemen", som finns på albumet Nostradamus. Alla dessa sånger handlar om apokalypsens fyra ryttare. Johnny Cashs sång ”The Man Comes Around” är inspirerad av samma berättelse.

## Inom filosofi
Med Apokalypsens fyra ryttare eller Ateismens fyra ryttare menas även ibland ateisterna, filosoferna, författarna och debattörerna Daniel Dennett, Richard Dawkins, Sam Harris och framlidne Christopher Hitchens, även om den ursprungliga benämningen var antiapokalypsens fyra ryttare (Four Horsemen of the Non-Apocalypse alt. Four Horsemen of the Anti-Apocalypse).